# Hans Joachim Rühle von Lilienstern
Hans Joachim Rühle von Lilienstern (* 9. Januar 1915 in Fritzlar; † 26. November 2000 in Frankfurt am Main) war ein deutscher Ökonom und während des Zweiten Weltkriegs SS-Hauptsturmführer der Reserve.

## Leben
Rühle von Lilienstern wurde 1915 im hessischen Fritzlar als Sohn eines Arztes geboren. Nach dem Besuch der Volksschule in Bedheim besuchte er das Realgymnasium Hildburghausen, wo er 1934 das Abitur ablegte. Er trat zum 9. November 1933 in die SS (SS-Nummer 151.372) und zum 1. Dezember 1933 in die NSDAP ein (Mitgliedsnummer 3.287.912). Er war bei der 1. SS-Standarte als Schulungsleiter eingesetzt; zwischen 1934 und 1935 leistete er Wehrdienst bei der Reichswehr, zuletzt als Feldwebel in einer Schützeneinheit. 1938 wurde er zum Leutnant der Reserve befördert. In dieser Zeit war er in der Chemischen Industrie tätig.
Ein 1934 angefangenes Studium der Wirtschafts- und Staatswissenschaften in München schloss er 1938 als Diplom-Volkswirt ab. 1938 war er Referent der Reichsstelle Chemie in Berlin. Nach dem Beginn des Zweiten Weltkriegs nahm er als Angehöriger der Waffen-SS am Frankreichfeldzug teil. Zu Beginn des Deutsch-Sowjetischen Kriegs war er Kommandeur des Kriegsberichterstatterzugs der SS-Totenkopf-Division. Ab 1942 war er in der Arisierungsdienststelle des Reichskommissariat Niederlande eingesetzt. Dort war er an der Beschlagnahmung von jüdischen Besitzes und deren Enteignung beteiligt. Eine ebenfalls 1942 verfasste Promotion zum Dr. rer. pol. hatte diese Vorgänge als Thema. Später war Rühle von Lilienstern Frontoffizier der 4. SS-Freiwilligen-Panzergrenadier-Brigade „Nederland“ an der Ostfront und erhielt im Januar 1944 das Ritterkreuz des Eisernen Kreuzes. Danach wurde er zur Leitung der SS-Junkerschule Bad Tölz abkommandiert. Bei Kriegsende kommandierte er ein Bataillon der 38. SS-Grenadier-Division „Nibelungen“.
Nach dem Ende des Kriegs und der Rückkehr aus der Kriegsgefangenschaft war er von 1947 bis 1949 als selbständiger Kaufmann tätig und von 1949 bis 1954 Geschäftsführer einer Verlagsholding. 1955 wurde er zum Geschäftsführer des Ausschusses für wirtschaftliche Verwaltung (AWV) bestellt. Des Weiteren war er Wirtschaftsberater und 1957 Geschäftsführer des Rationalisierungs-Kuratoriums der Deutschen Wirtschaft in Frankfurt. 1963 wurde Rühle von Lilienstern als Honorarprofessor an der Technischen Hochschule Stuttgart angestellt. 1973 wurde eine Enthebung seines Doktortitels von 1942 diskutiert, nachdem dem Journalisten Julius Mader der antisemitische und pseudowissenschaftliche Grundton der Doktorarbeit von 1942 aufgefallen war. Von einer Aberkennung des akademischen Grades wurde jedoch abgesehen. Rühle von Lilienstern starb 2000.
Von 1969 bis 1976 war er Mitglied des Beirats der Friedrich-Naumann-Stiftung.
Rühle von Lilienstern war seit 1939 verheiratet und hatte drei Kinder.

## Veröffentlichung
- Bildung und Schicksal. Deutsche Folgerungen aus der amerikanischen Wirtschaftspraxis. Forkel-Verlag, Stuttgart 1962.